# Hahnöfersand
Hahnöfersand ist eine Elbinsel in der Gemarkung Borstel der Gemeinde Jork. Die Insel liegt in Niedersachsen und steht seit 2008 unter Naturschutz. Seit mehr als einem Jahrhundert befindet sich auf ihr zudem die Justizvollzugsanstalt Hahnöfersand der Freien und Hansestadt Hamburg.

## Lage

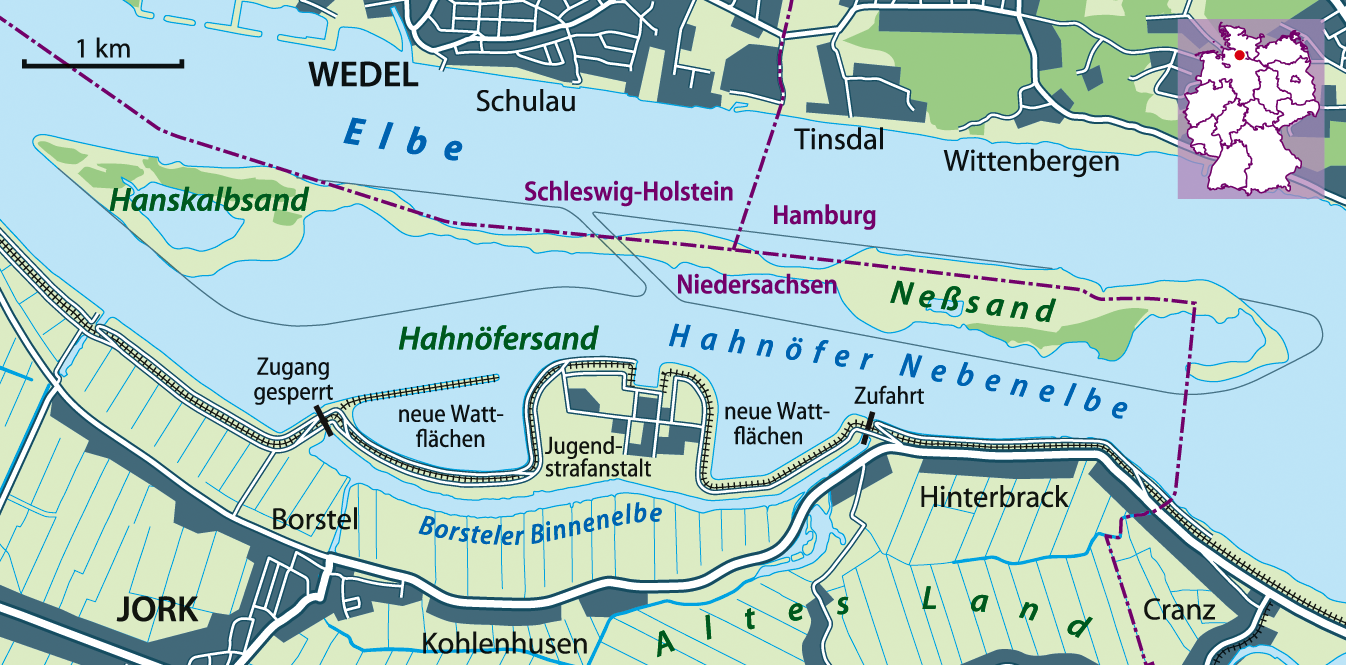
Karte mit in Watt umgewandelten Inselteilen

Hahnöfersand ist eine der Marschinseln in der Unterelbe am niedersächsischen Elbufer in unmittelbarer Nähe zum Alten Land und liegt etwa gegenüber der schleswig-holsteinischen Stadt Wedel. Der nächste niedersächsische Ort ist das 5 Kilometer entfernte Jork. Die heutige Halbinsel ist etwa 1100 Meter lang, bis zu 700 Meter breit und hat eine Fläche von ungefähr 1,6 km²; ursprünglich war Hahnöfersand eine 3,5 km² große Insel, aber große Teilgebiete wurden in Elbwatt umgewandelt.

## Geschichte

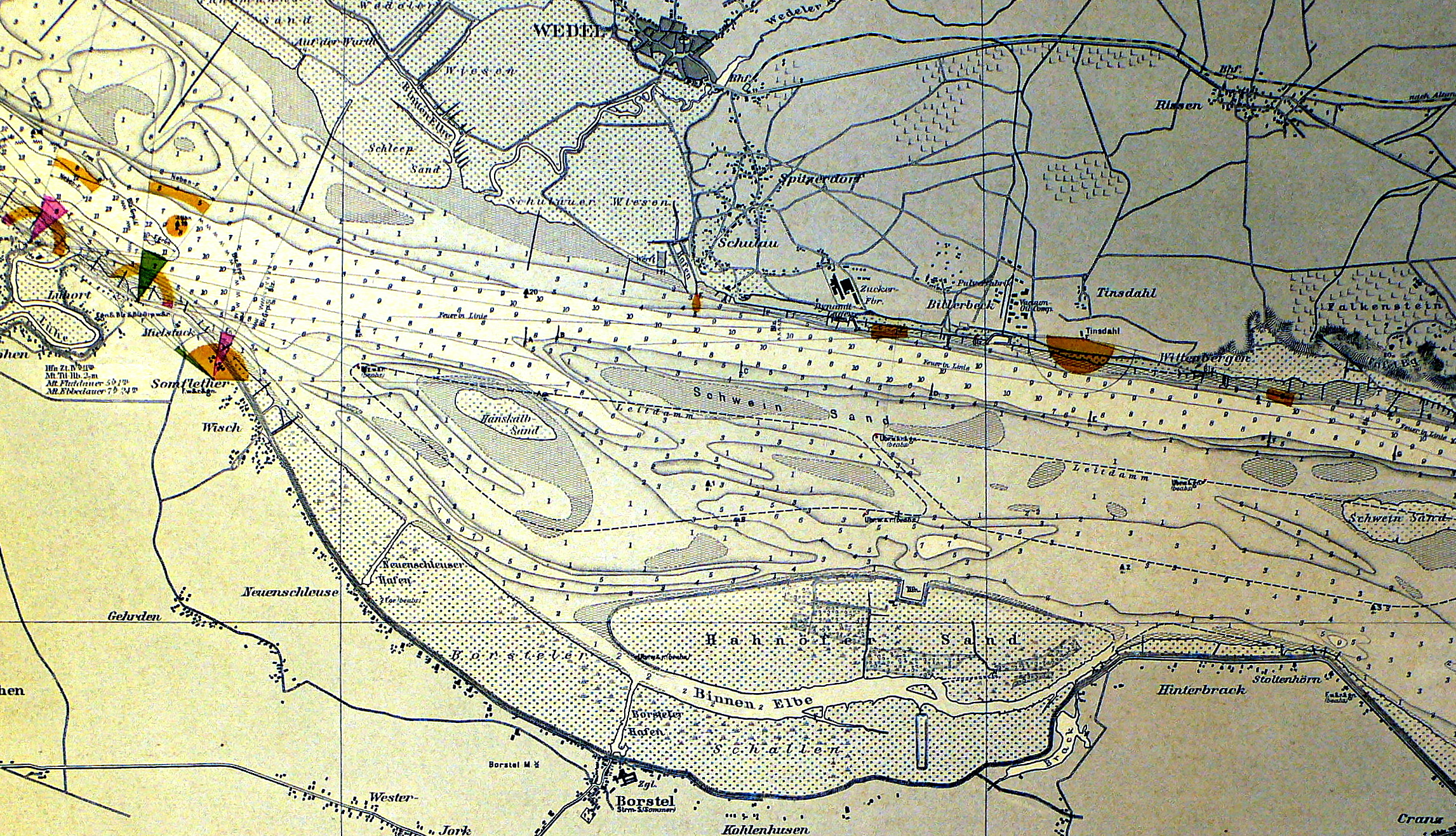
Historische Karte von Hahnöfersand und Umgebung von 1914

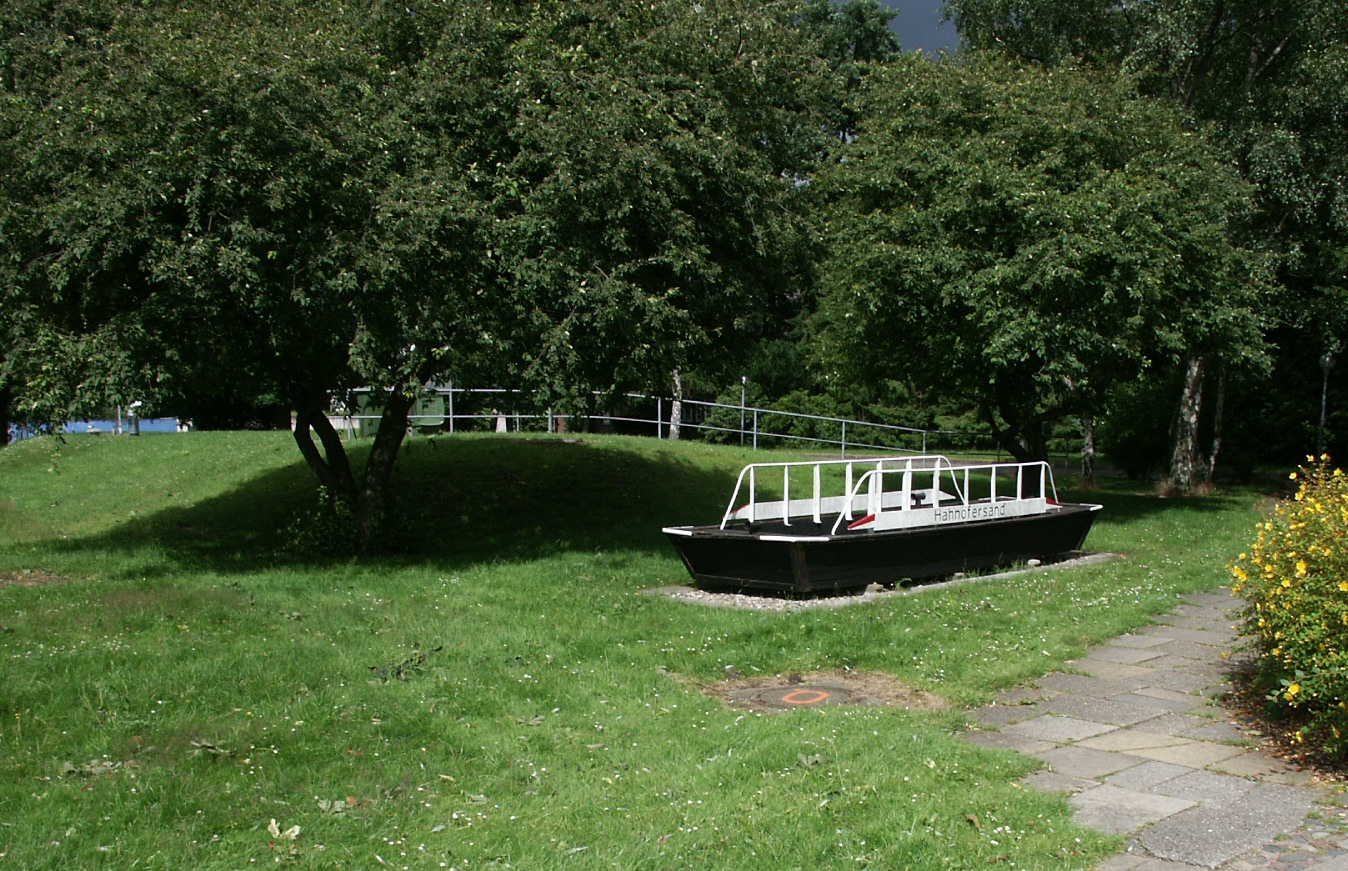
Ein Schiffsdenkmal hinter dem Leitungsgebäude erinnert an die ehemalige Erreichbarkeit zu Wasser

Der Ursprung des Namens Hahnöfersand ist nicht genau zu rekonstruieren. Namen wie Hansodt-Sand, Hannoversand, Hanensand, Hanenhöygersand oder Hanöfersand tauchen in Bezug auf die Insel auf. Hansodt-Sand könnte ein Name von ehemaligen Besitzern sein. Eine volksetymologische Erklärung besagt, dass bei einer Sturmflut nur noch die Kirchturmspitze aus den Fluten geschaut hätte, die einen Hahn als Spitze besaß und daraus der Name „Hahn öfer Sand“ („Hahn über dem Sand“) abgeleitet wurde.
Hahnöfersand war ursprünglich mit dem Festland (dem „Alten Land“) verbunden und wurde vermutlich während der Cäcilienflut im November 1412 abgetrennt und damit zur Elbinsel. Staatsrechtlich gehört Hahnöfersand zum Bundesland Niedersachsen. Es wurde aber 1902 durch den Hamburger Senat für die Stadt Hamburg von der preußischen Domänenverwaltung für 250.000 Reichsmark erworben. Anfangs diente die Insel als Lagerstätte für den aus dem Hamburger Hafen gebaggerten Sand. Deshalb ist die Insel noch heute etwa acht Meter höher als das Niveau des „Alten Landes“. Es gab auch Überlegungen, auf der Insel einen Zeppelinhafen oder einen Artillerieschießplatz anzulegen.
Zuletzt war Hahnöfersand durch einen schmalen Nebenarm, die Borsteler Nebenelbe, vom Südufer der Elbe getrennt. Die Eindeichung der Elbe quer über Ein- und Ausgang dieses Wasserarms beendete in den 1970er Jahren den Status Hahnöfersands als Insel.

### Gefängnisinsel
Im Jahr 1911 wurde die Insel an die Hamburger Gefängnisverwaltung übergeben und 1913 die ersten Gefangenen nach Hahnöfersand gebracht. Sie lebten damals in unbefestigten Wohnstätten und hatten die Aufgabe, den Boden durch das Aufbringen von Schlick und Kleiboden nutzbar zu machen. Im März 1915 wurde diese Arbeit von 1200 russischen Kriegsgefangenen weitergeführt. Vermutlich durch eine Epidemie starben zu dieser Zeit 77 Gefangene.
Die Gründung der Jugendstrafanstalt erfolgte am 20. Juni 1920. Ab 1940 wurden die Gefangenen in andere hamburgische Anstalten verlegt und das Gelände für eine Flak-Einheit zum Schutze der Industrie auf der damaligen Elbinsel Finkenwerder genutzt. Gleich nach Ende des Zweiten Weltkrieges wurde die Insel wieder zu einem Gefängnis für Jugendliche und junge Erwachsene.
Im Jahr 1976 wurde Hahnöfersand im Rahmen von Flutschutzmaßnahmen eingedeicht und mit einem Damm und einer Straße wieder ans Festland angeschlossen.
Im Jahr 1997 kam in zwei eigenen Gebäuden ein geschlossener Vollzug für Frauen zum Gefängniskomplex hinzu.

### Naturschutzgebiet

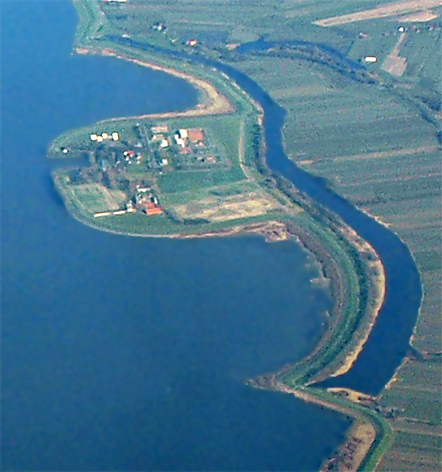
Luftaufnahme des niedersächsischen Elbufers

Der Hahnöfersand wurde 2008 wegen seiner naturnahen Watten und Marschen als Naturschutzgebiet ausgewiesen. Der Landesbetrieb für Wasserwirtschaft, Küsten- und Naturschutz formuliert als zuständige Behörde dazu: „Das Gebiet ist besonders geprägt durch Veränderungen aufgrund der dynamischen Prozesse in der Tideelbe wie Gezeiten, Oberwasserabfluss, Sedimentation, Erosion, Sturmfluten und Treibeis sowie durch seine Eigenschaft als Lebensstätte und Lebensraum seltener und gefährdeter Tier- und Pflanzenarten des Elbeästuars. Schutzzweck ist die Erhaltung und Entwicklung der Funktionsfähigkeit der Lebensräume des Elbeästuars mit süßwasserbeeinflussten Watten, Flachwasserzonen, Tide-Röhrichten und Tide-Auwäldern.“ Das Gebiet ging im Dezember 2018 im neu ausgewiesenen Naturschutzgebiet „Elbe und Inseln“ auf.
Als Ausgleichsmaßnahme für die teilweise Zuschüttung des Mühlenberger Loches zur Erweiterung des Airbus-Geländes wurden die östlichen und westlichen Teile der Insel künstlich durch Abtragungen in Wattflächen umgewandelt. Diese werden von den Krickenten gut angenommen, nicht aber von den gefährdeten Löffelenten.

## Sonstiges

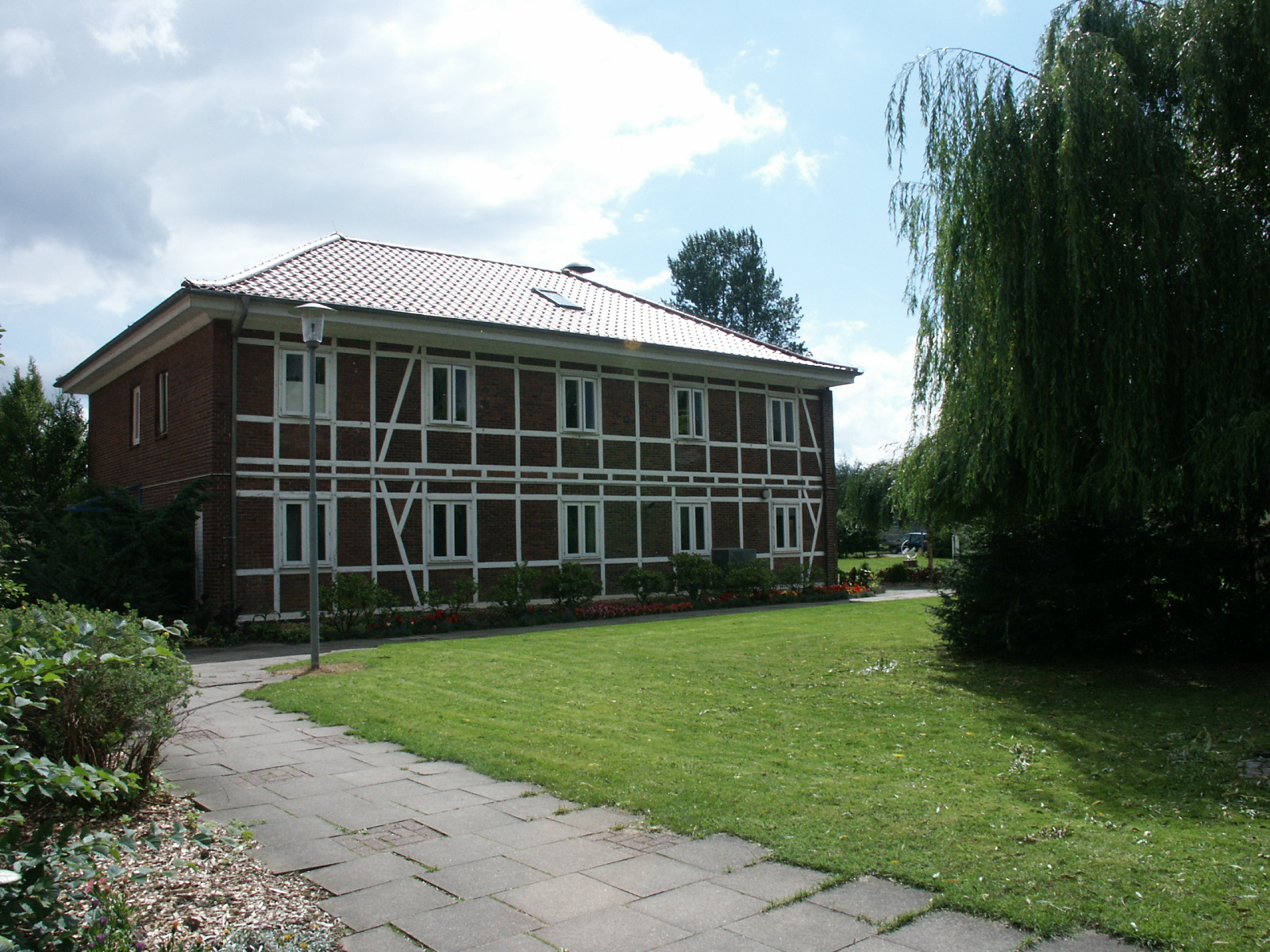
Das nicht öffentlich zugängliche Museum

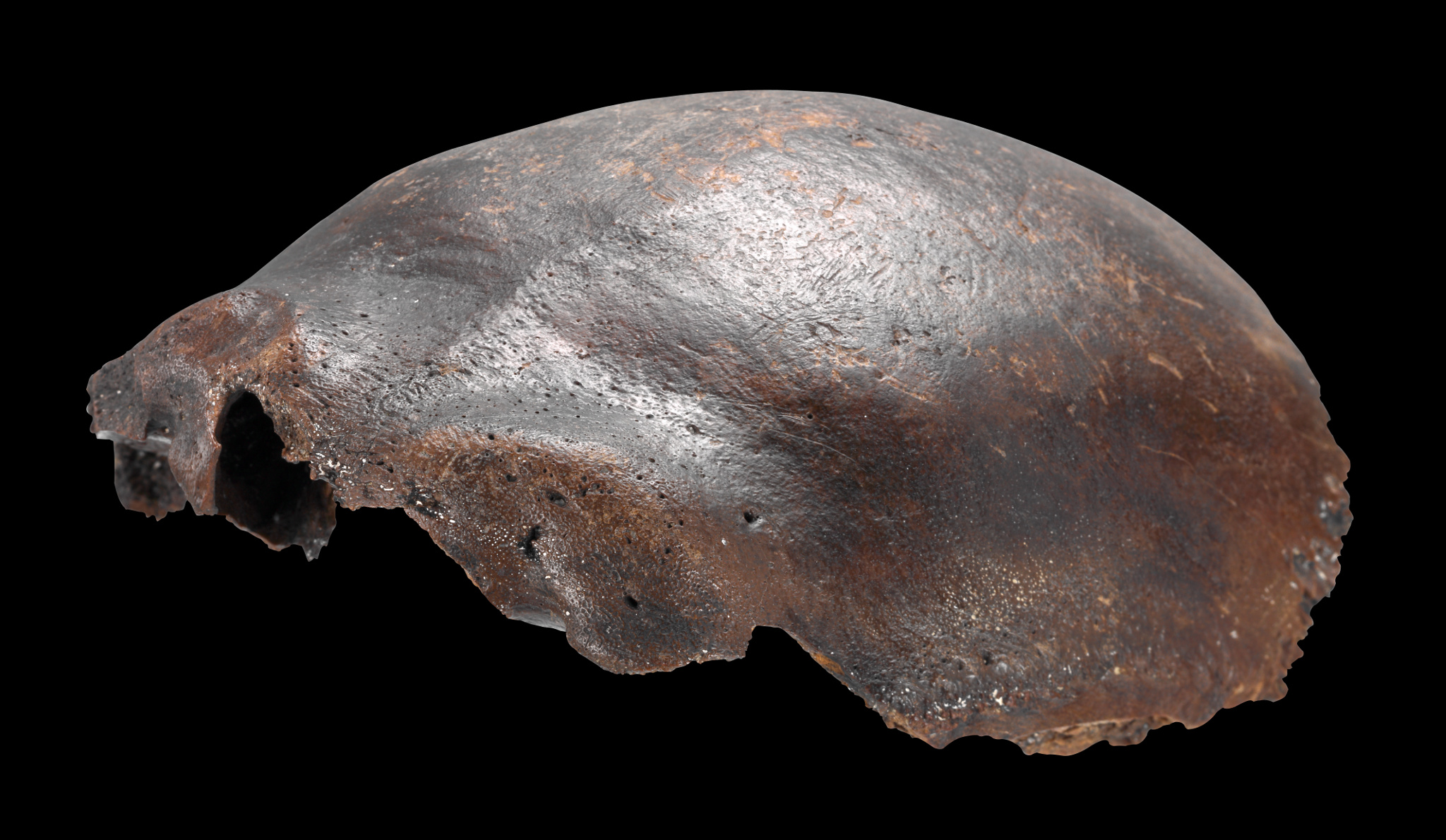
Der „Schädel von Hahnöfersand“

Der auf der Insel gefundene Schädel von Hahnöfersand wurde durch Reiner Protsch auf ein Alter von 36.000 Jahren datiert und zeitlich den Neandertalern zugesprochen. Als sich herausstellte, dass eine Vielzahl von Datierungen des von ihm seit 1973 geleiteten Datierungslabors völlig fehlerhaft waren, wurde eine unabhängige Neudatierung erforderlich. Überprüfungen in einem C-14-Labor in Oxford ergaben jedoch lediglich ein Alter von höchstens 7500 Jahren.
Die Insel besitzt einen Friedhof, auf dem auch 77 an Skorbut und Ruhr verstorbene russische Kriegsgefangene des Ersten Weltkriegs liegen. Zudem gibt es ein Museum. Friedhof und Museum sind durch ihre Lage innerhalb der Gefängnisanlage für die Öffentlichkeit nicht zugänglich.